# Чарнесс, Гэри
Гэри Чарнесс (англ. Gary B. Charness; род. 3 февраля 1950, Чикаго, Иллинойс, США) — профессор экономики и директор Лаборатории экспериментальной и поведенческой экономики факультета экономики Калифорнийского университета в Санта-Барбаре, с 2016 года редактор журнала Games and Economic Behavior и член CESifo и Института экономики труда IZA с 2010 и 2011 годов соответственно. Чарнесс специализируется на экспериментальных и поведенческих исследованиях, проведении как лабораторных, так и полевых экспериментов для изучения широкого спектра экономических и социальных условий. Занимает четвертое место в мире в области экспериментальной экономики по версии RePEc на ноябрь 2020 года и признан одним из самых цитируемых исследователей. Опубликовал более 90 научных статей.
Чарнесс внёс вклад в такие экономические исследования, как социальные предпочтения, идентичность и групповая принадлежность, коммуникация и убеждения, поведенческие вмешательства, групповое принятие решений, социальные сети, гендер и индивидуальное принятие решений.
Центральным элементом его исследования было достижение положительных социальных результатов в сложных экономических условиях. Работа Чарнесс обсуждалась и публиковалась в The New York Times и Science, а также в других СМИ.

## Биография

### Ранние годы
Чарнесс родился в Чикаго, в еврейской семье среднего класса. Его дедушка и бабушка покинули Украину и Литву в 1910-х годах и переехали в Штаты. Он посещал начальную школу на Ближнем Северном берегу, пока его семья не переехала в Скоки в 1962 году. В ранние годы Гэри хотел стать ученым и бейсболистом. Эти интересы нашли свое отражение и проявление — Чарнесс соревновался во взрослом софтболе и стал социологом в 40 лет.
Чарнесс учился в средней и старшей школе в Скоки, закончил её лучшим в своем классе и получил национальную академическую стипендию National Merit Scholarship. В 1971 году получил степень бакалавра в Мичиганском университете, закончив программу с отличием по математике. Программа была ориентирована на подготовку профессоров математики, однако Чарнесс решил отказаться от аспирантуры и законченного обучения в пользу путешествий по миру и изучения людей.
После путешествий по Европе и Ближнему Востоку, Гэри Чарнесс вернулся в США в конце 1972 года и переехал в Сан-Франциско, где был занят рядом разнообразных профессий. Чарнесс в течение 20 лет был полупрофессиональным игроком в покер, импортером текстиля из Индонезии, торговцем опционами на Тихоокеанской бирже, а также брокером по недвижимости, инвестором и кредитором.

### Продолжение обучения
Осенью 1990 года Чарнесс прочитал статью в газете о профессоре Стэнфорда, получившем Нобелевскую премию. Для этой статьи брали интервью у Пола Милгрома, коллеги Чарнесса. Милгром и Чарнесс оба были студентами математической программы в Мичигане. Все это подтолкнуло Чарнесса к поступлению в докторантуру по экономике в Беркли. Невзирая на изначальный отказ, он всё-таки поступил в этот университет и начал обучение по программе в 1991 году, закончив ее в 1996-м.

### Личная жизнь
Женат с 1991 года, трое детей: Джейкоб (1989), Эмма (2004) и Бенджамин (2004).

## Академическая карьера
В Беркли Чарнесс узнал об экспериментах, используемых для исследований. Он увидел в этом расширение игры в покер, принимая во внимание развитую за два десятилетия в реальном мире интуицию касательно людей. Он решил продолжить исследования в этой области и провел эксперименты в Беркли и Тусоне для своей диссертации под руководством Мэттью Рабина и Джорджа Акерлофа. Академическая карьера Чарнесса началась с работы по приглашению в компании Pompeu Fabra в Барселоне в 1997 году. После трех лет регулярных рабочих поездок из Сан-Франциско в Барселону (и бесплатного плавания еще один год) Гэри принял должность доцента в UCSB в 2001 году.
В академических кругах Чарнесс известен, в частности, созданием экспериментальных проектов для изучения предпочтений, мотиваций и стимулов в экономических условиях. Работа над социальными предпочтениями (например, Чарнесс и Рабин, 2002) помогла разграничить основополагающие предпочтения в отношении социального распределения и взаимности. Работа над дешевым общением (например, Charness, 2000, Charness and Dufwenberg, 2006, 2010, 2011, и Brandts, Charness, and Ellman, 2016) проиллюстрировала, когда и как необязательное общение может быть эффективным для достижения социально-оптимальных результатов.
Его исследование стимулирования физических упражнений (Charness and Gneezy, 2009) помогло привести к разработке программ улучшения физической формы. Исследование социальных сетей Чарнесса подчеркнуло важность того, как именно люди связаны между собой при определении моделей экономического поведения. Чарнесс, Фери, Мелендес-Хименес и Саттер (2014) выиграли престижную Эксетерская премию в 2015 году за лучшую статью, опубликованную в предыдущем календарном году в рецензируемом журнале в области экспериментальной экономики, поведенческой экономики и теории решений.
Вдобавок к результатам своих исследований, включившим в себя около сотни статей, Чарнесс входил в ряд редакционных советов престижных журналов. Восемь лет он пребывал в American Economic Review и более семи лет работал в Management Science. В феврале 2016 году его назначили редактором журнала Games and Economic Behavior.

## Публикации

### Категории публикаций
- Поведенческие вмешательства
- Коммуникация
- Делегирование и ответственность
- Экспериментальный труд
- Теория игр и сети
- Гендер
- Групповое принятие решений
- Индивидуальное принятие решения
- Методология
- Социальные предпочтения[5]

### Избранные публикации
1. Charness, Gary (2000), "Self-serving Cheap Talk and Credibility: A Test of Aumann’s Conjecture, " Games and Economic Behavior, 33, 177—194.
2. Charness, Gary and Matthew Rabin (2002), "Understanding Social Preferences with Simple Tests, " Quarterly Journal of Economics, 117, 817—869.
3. Charness, Gary (2004), "Attribution and Reciprocity in an Experimental Labor Market, " Journal of Labor Economics, 22, 665—688.
4. Charness, Gary and Dan Levin (2005), "When Optimal Choices Feel Wrong: A Laboratory Study of Bayesian Updating, Complexity, and Affect, " American Economic Review, 95, 1300—1309.
5. Charness, Gary, Margarida Corominas-Bosch, and Guillaume Fréchette (2007), "Bargaining and Network Structure: An Experiment, " Journal of Economic Theory, 136, 28-65.
6. Charness, Gary and Marie Claire Villeval (2009), "Cooperation and Competition in Intergenerational Experiments in the Field and the Laboratory, " American Economic Review, 99, 956—978.
7. Brandts, Jordi and Gary Charness (2011), "The Strategy versus the Direct-response Method: A First Survey of Experimental Comparisons, " Experimental Economics, 14, 375—398.
8. Charness, Gary and Matthias Sutter (2012), "Groups make Better Self-Interested Decisions, " Journal of Economic Perspectives, 26, 157—176.
9. Charness, Gary, David Masclet, and Marie Claire Villeval (2014), "The Dark Side of Status, " Management Science, 60, 38-55)
10. Charness, Gary, Ramón Cobo-Reyes and Natalia Jiménez (2014), "Identities, Selection, and Contributions in a Public-goods Game, " Games and Economic Behavior, 87, 322—338.[5][7]